# Solaris (film 1968)
Solaris (ros. Солярис) – radziecki film telewizyjny, zrealizowany w 1968 r. przez Borysa Nirenburga na podstawie powieści Solaris Stanisława Lema. Była to pierwsza adaptacja filmowa książki.

## Fabuła
Doktor Kris Kelvin przybywa na stację kosmiczną Solaris, znajdującą się na orbicie planety o tej samej nazwie. Załoga stacji, w ramach prowadzonych eksperymentów, na krótko wcześniej dokonała bombardowania oceanu okalającego planetę promieniami gamma. W odpowiedzi planeta konfrontuje naukowców ze stacji z ich najboleśniejszymi wspomnieniami, podsyłając im "gości". Gościem Kelvina jest Harey, jego żona, która popełniła samobójstwo i za której śmierć obwiniał się Kelvin.

## Obsada
- Wasilij Łanowoj jako Kris Kelvin[3],
- Antonina Pilius jako Harey[3],
- Władimir Etusz jako Snaut[3],
- Wiktor Zozulin jako Sartorius[3].

## Pokazy
Premiera filmu miała miejsce w dniach 8-9 października 1968 r. w Programie Pierwszym Centralnej Telewizji ZSRR.
29 stycznia 2009 r. film został wydany w Rosji na płycie DVD.